# Respawn Entertainment
Respawn Entertainment è un'azienda statunitense dedita allo sviluppo di videogiochi con sede nella città di Sherman Oaks (California), fondata nel 2010 da Jason West e Vince Zampella, ex dipendenti di Infinity Ward; dal 2017 fa parte del gruppo Electronic Arts.

## Storia
Il 12 aprile 2010 il Los Angeles Times ha riferito che Jason West e Vince Zampella, ex dipendenti di Infinity Ward, avevano fondato un nuovo studio di sviluppo di videogiochi noto come Respawn Entertainment. Il 10 luglio altri trentotto sviluppatori fuoriusciti da Infinity Ward hanno annunciato di aver firmato un contratto con Respawn Entertainment attraverso i loro profili LinkedIn.
Il 1º dicembre 2017 Electronic Arts ha acquisito Respawn Entertainment per circa centocinquanta milioni di dollari.

## Videogiochi
| Anno | Videogioco                       | Piattaforma/e                                                    | Editore         |
| ---- | -------------------------------- | ---------------------------------------------------------------- | --------------- |
| 2014 | Titanfall                        | Xbox One, Windows                                                | Electronic Arts |
| 2016 | Titanfall 2                      | Xbox One, PlayStation 4, Windows                                 | Electronic Arts |
| 2019 | Apex Legends                     | Xbox One, PlayStation 4, Switch, Windows                         | Electronic Arts |
| 2019 | Star Wars Jedi: Fallen Order     | Xbox One, PlayStation 4, Stadia, Windows                         | Electronic Arts |
| 2020 | Medal of Honor: Above and Beyond | Windows                                                          | Electronic Arts |
| 2023 | Star Wars Jedi: Survivor         | Xbox Series X/S, PlayStation 5, Xbox One, Playstation 4, Windows | Electronic Arts |